# Sanfins (Valença)
Sanfins is een plaats (freguesia) in de Portugese gemeente Valença en telt 154 inwoners (2001).

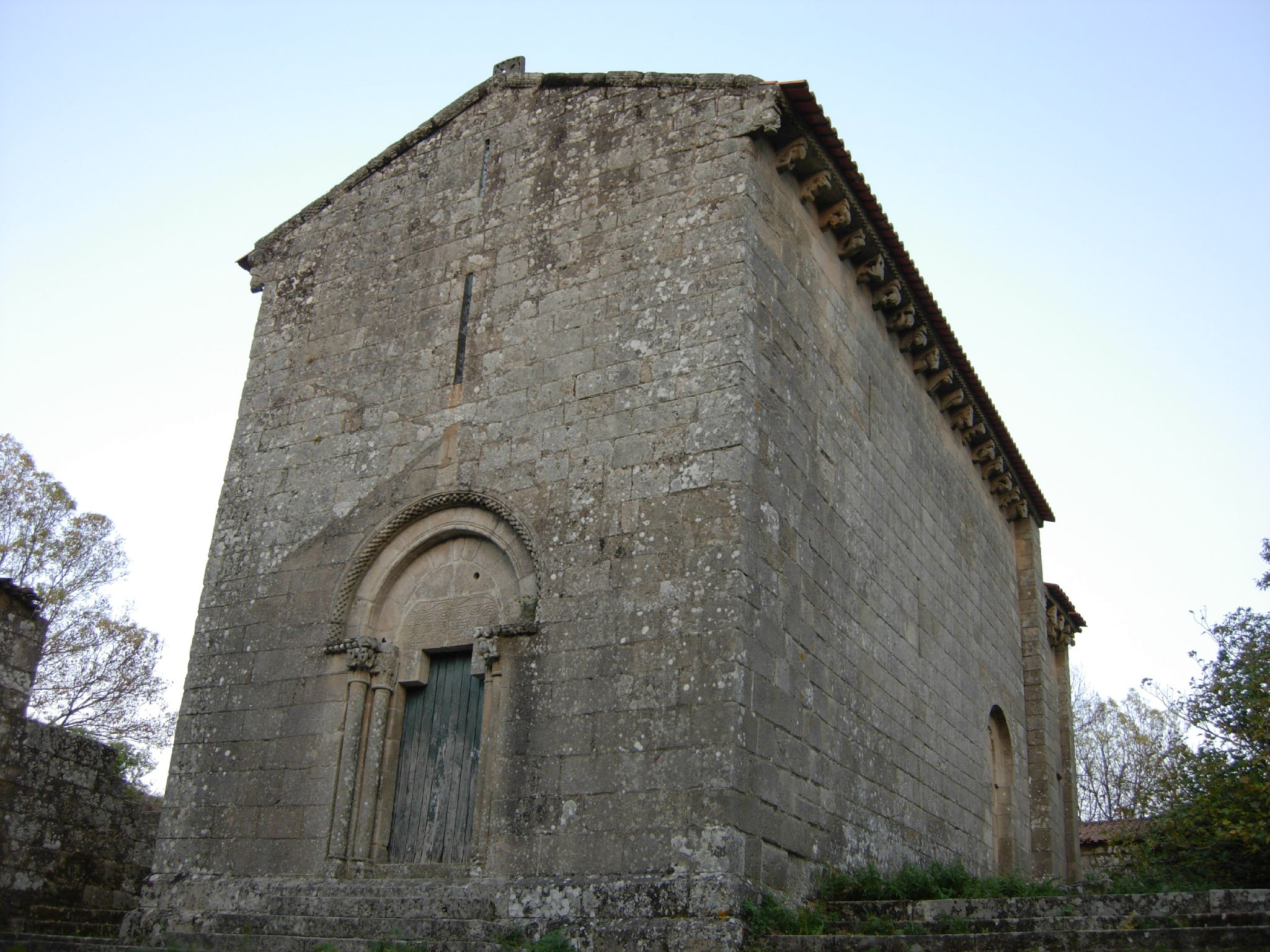
Kerk van Sanfins de Friestas

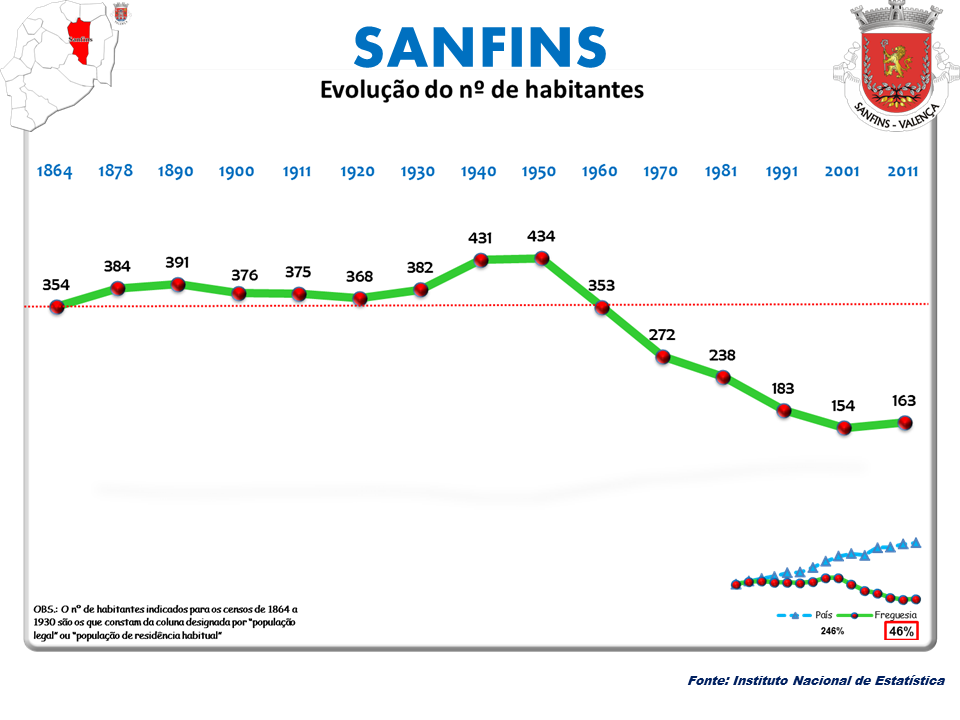
Bevolkingsontwikkeling tussen 1864 en 2011